# Daan Everts
Daan Everts (Wildervank, 10 april 1941) is een Nederlands diplomaat en staat aan het hoofd van de NAVO-missie in Afghanistan. 
Na zijn eindexamen gymnasium-B aan het Winkler Prins Lyceum in Veendam ging hij Sociologie studeren aan de Rijksuniversiteit Groningen. Hij slaagde in 1968 voor zijn doctoraalexamen. Later studeerde hij nog aan de universiteit van Baroda (India) en de Brandeis-universiteit (Verenigde Staten).
Na zijn studie vervulde Everts diverse functies in binnen- en vooral buitenland, bij het Nederlandse Ministerie van Buitenlandse Zaken en bij de Verenigde Naties. Direct na zijn studie trad hij in dienst bij de afdeling beleidsvoorbereiding Ontwikkelingssamenwerking van het Ministerie van Buitenlandse Zaken. In 1970 begon hij als assistent-deskundige rurale ontwikkeling bij de Internationale Arbeidsorganisatie (ILO) van de Verenigde Naties in Bangkok. Daarna, in 1973, werd hij actief bij het directoraat-generaal Ontwikkelingssamenwerking (DEGIS) van het Ministerie van Buitenlandse Zaken.
Hij werd in 1978 eerste secretaris op de Nederlandse ambassade in Washington D.C.. In 1981 werd hij aangesteld als hoofd Bureau Industriële Ontwikkeling van Ontwikkelingssamenwerking, opnieuw bij het Ministerie van Buitenlandse zaken. Daarna volgde een functie als uitvoerend secretaris van het Kapitaal ontwikkelingsfonds van de Verenigde Naties in New York (in 1986). Vervolgens werd hij in 1990 assistent-secretaris-generaal van het Ontwikkelingsfonds van de VN (UNDP), in 1993 plaatsvervangend directeur van het Wereldvoedselprogramma van de VN in Rome), in 1995 directeur-generaal personeelszaken van het Ministerie van Buitenlandse Zaken en hoofd van de observatiemissie van de Europese Unie in het voormalige Joegoslavië in 1997.
Sinds 1998 is Everts hoofd van verschillende missies van de Organisatie voor Veiligheid en Samenwerking (OVSE). De OVSE is een organisatie die de samenwerking wil bevorderen op militair, economisch en humanitair gebied tussen haar vijfenvijftig lidstaten (Europese landen, VS, Canada en voormalige sovjetrepublieken). Eerst leidde Everts de OVSE-missie in Albanië, sinds juli 1999 in Kosovo en in 2003 tijdens het Nederlandse OVSE Voorzitterschap leidde hij de OVSE Task Force op het Ministerie van Buitenlandse Zaken. Per 1 augustus 2006 is Daan Everts werkzaam in Afghanistan als Special Envoy van de NAVO secretaris-generaal Jaap de Hoop Scheffer. 